# Nicolae Stănescu
Nicolae Stănescu a fost director general a Serviciului Special de Informații din România în perioada 12 martie - 12 iulie 1945.